# ورشتر
ورشتر (به لاتین: Werchter) یک منطقهٔ مسکونی در بلژیک است که در روتسولر واقع شده‌است. ورشتر ۳٬۴۴۳ نفر جمعیت دارد.